# Никольская Слободка (станция)
Нико́льская Слобо́дка (до 2024 — Ки́ев-Днепро́вский) — грузо-пассажирская железнодорожная станция Киевского железнодорожного узла Юго-Западной железной дороги, расположена между остановочными платформами Воскресенка и Левобережная. Расположена рядом с проспектом Освободителей и Челябинской улицей.
Линию, на которой возникла железнодорожная станция, начали строить 1914—1915 годах, как часть стратегической кольцевой линии вокруг города (строительство завершено в 1929 году). Станция была открыта не позднее 1931 года под названием разъезд Никольская Слободка, с 1932 года — Вигуровщина, а с 1974 года — Киев-Днепровский. Нынешнее название — c 2024 года.
По состоянию на 2017 год используется де-факто как грузовая. В рамках кольцевой городской электрички остановка пассажирских электропоездов на станции производится с 2022 года.